# Zemiologia
La zemiologia applicata alla criminologia è la disciplina che studia i danni sociali. Nasce come critica alla criminologia e al concetto di crimine. Il termine è l'unione di due parole dal greco antico: λογος, che significa discorso, e ξεμια che significa danno.
La nozione di danno sociale o lesione sociale - in contrasto con "basata sul danno individuale" come il furto - incorpora danni causati dallo Stato-nazione e dalle corporazioni.
Queste idee hanno ricevuto maggiore attenzione da critiche da parte di accademici come neo-marxisti e femministe che hanno cercato di creare un campo di studio indipendente, separato dalla criminologia, che studia i danni che influiscono sulla vita delle persone «che non sono considerati in diritto penale o raramente vengono criminalizzati, come la vendita abusiva dei mutui, la povertà e la disoccupazione».

## Principi fondamentali della zemiologia
Hillyard e Tombs delineano una serie di critiche sulla criminologia e sulla criminalità:
- Il crimine non ha una realtà ontologica: è una costruzione che si basa su giudizi sociali. Tuttavia, non ci sono elementi centrali che riguardano la nozione di crimine, dunque, che cosa è un crimine varia nel tempo e nello spazio.
- La criminologia perpetua il mito del crimine – La criminologia si basa sulla nozione di crimine, ma non riesce ad affrontare adeguatamente la costruzione sociale del concetto. Pertanto, l'uso continuato in criminologia del concetto all'interno della sua cornice di analisi, perpetua il mito che i reati sono atti distinti che possono essere intesi come separati fenomeni sociali.
- Il crimine consiste in molti eventi piccoli - Nella gran parte dei delitti denunciati, i danni subiti dalle vittime, ammesso che ve ne siano, sono minimi. Quindi Hillyard e Tombe sostengono che «le definizioni di reato nel diritto penale non riflettono l'unico o il più pericoloso dei comportamenti antisociali.»
- Il crimine esclude molti danni gravi - Molti eventi e gli incidenti che causano danni gravi non sono parte della legge penale o, se potessero essere affrontate, sono ignorati o trattati senza ricorrerne. L'attenzione eccessiva data agli eventi che sono definiti come crimini distoglie l'attenzione da altri gravi danni (inquinamento, povertà, ecc.)
- Il crimine come controllo sociale è inefficace - Hillyard e Tombe hanno sostenuto che i metodi e l'approccio al controllo del crimine è palesemente fallito. Ritengono che il sistema di giustizia penale non riesce a realizzare i suoi scopi né alla riforma della legge. Sembra che il sistema di giustizia penale vede solo una soluzione al controllo del crimine, e questa è la pena detentiva, tuttavia è lecito chiedersi se ciò risolve effettivamente il problema dei delitti nella società.
- Il crimine legittima l'espansione del controllo del crimine - Fin dai primi anni novanta, i governi hanno sottolineato che controllo del crimine è un problema chiave ed il controllo del crimine è aumentato più velocemente di qualsiasi altra area della spesa pubblica. Di conseguenza, le aziende di sicurezza hanno sempre cercato di fornire servizi di sicurezza al cittadino. Si sostiene che questi interessi privati hanno svolto un ruolo chiave nell'espansione della prigione, come mezzo per affrontare i problemi sociali.
- Contrasto al crimine - Il diritto penale utilizza diversi test per determinare se un crimine è stato commesso. Il test di principio è il concetto di mens rea che si applica per l'individuo, ma non esclusivamente. Tuttavia, questi test spesso si basano su valutazioni soggettive sulle azioni di un individuo. Mens rea deve essere giudicato sia con le parole di una persona che le opere. Questo diventa un compito ancora più complesso quando si applica il test ad una organizzazione, in particolare per quanto i danni causati dal risultato dalle azioni/inazioni di un certo numero di individui e l'omissione piuttosto che l'intento. Pertanto, danni causati da organizzazioni sono raramente criminalizzati (es. la sicurezza sul posto di lavoro).
- Criminalizzazione e sanzione come fattore di dolore - Il sistema di giustizia penale ha molti modi per infliggere dolore in modo diverso: definizione, classificazione, filodiffusione, smaltimento e capro espiatorio. Inoltre, questi processi creano una più ampia gamma di problemi sociali che portano poca o nessuna relazione al delitto iniziale e il dolore originale che è stato causato. Per esempio, possono portare alla perdita di posti di lavoro, problemi familiari od ostracismo.

## I danni del sistema penitenziario
Hillyard e Tombe sostengono che il sistema di giustizia penale non riesce a proteggerci da danni penali, mentre infligge danni gravi a quelle persone che vivono nel sistema. Questi danni spesso sono superiori ai danni provocati dal crimine iniziale. Tuttavia, l'attuale politica della giustizia penale all'interno dei paesi come l'Inghilterra continua a usare la popolazione carceraria come strumento per affrontare i problemi sociali. Nel 2002, la popolazione carceraria britannica era di 80144 detenuti. Il tasso di affollamento, per ogni 100.000 abitanti della popolazione nazionale, per l'Inghilterra e il Galles è stato di 139 unità. Queste cifre sono elevate rispetto al resto d'Europa in termini di numeri complessivi, ma, guardando al tasso di popolazione carceraria, sono simili a molti altri paesi d'Europa come Italia, Spagna, Francia, Romania e Bielorussia, ognuno dei quali aveva popolazione carceraria di circa 50.000 unità nel biennio 2001-2002. Solo la Polonia e l'Ucraina avevano popolazione carceraria superiore a quella inglese, rispettivamente di 82.173 e di 198.885.
Questi numeri sono in continuo aumento tuttavia non riflettono necessariamente un aumento della criminalità. Complessivamente, dal 1995 c'è stata una riduzione dei reati totali. Il British Crime Survey ha dimostrato che il crimine, considerando la complessiva esperienza da parte delle famiglie, si è effettivamente ridotto del 42% cioè l'equivalente di 8000000 di reati in meno. Più in particolare, i furti in appartamento sono calati del 59%, i furti di veicoli del 61% e i crimini violenti hanno sperimentato una riduzione del 41%. Secondo questi dati sembra che il motivo della crescita della popolazione carceraria non è dovuto a un aumento della criminalità. In effetti, la ragione di ciò è stato l'uso crescente di pene detentiva e la lunghezza maggiore dei processi.
Nonostante la buona fede dimostrata dai politici, sembrerebbe che il sistema di giustizia penale sia fallace nei propri intenti. La probabilità di un criminale di cadere nella recidiva è determinata da fattori esterni tra cui l'avere una vita familiare stabile, una casa e un lavoro. Tutti questi fattori sono probabilmente indeboliti da una pena detentiva. Il Social Exclusion Unit ha dimostrato che il carcere non riesce a riabilitare che i due terzi dei detenuti dalla recidiva in due anni. Tuttavia, una prigione costa posto più 37000 sterline all'anno.

## Rapporto tra profitti sociali e popolazione carceraria
Preoccupazioni sono state espresse circa l'utilizzo del carcere come meccanismo per affrontare i problemi sociali come, ad esempio, la spesa per prestazioni sociali e dei servizi. Downes e Hansen sostengono che la spesa per il welfare state è inversamente proporzionale a quella per la popolazione carceraria, nel senso che un paese con un investimento elevato di benessere, a sua volta ha una popolazione carceraria inferiore e viceversa. Il Portogallo, ad esempio, dispone di 147 detenuti ogni 100.000 persone, ma spende solo il 18,2% del loro PIL per il benessere. Questo è un bel contrasto con gli stati scandinavi, come la Svezia, la cui popolazione carceraria è solo 60 detenuti ogni 100.000 persone, ma spende il 31% del PIL sul benessere. Infatti, negli anni novanta in Inghilterra, la cui spesa per il benessere è solo il 20,8% del PIL, si è visto un aumento del 40% del numero delle pene detentive. Questo si riflette inevitabilmente nella composizione della popolazione carceraria. Per esempio, quasi la metà della popolazione carceraria in Gran Bretagna è stata diagnosticata con 3 o più disturbi mentali. di cui il 50% non è diagnosticato con un disturbo predefinito, il 42% degli uomini con un disturbo psicotico non ha ricevuto alcun sostegno emotivo o mentale nel corso dell'anno precedente prima della reclusione, il 79% degli uomini con un disturbo di personalità non ha ricevuto alcun sostegno emotivo o mentale nel corso dell'anno precedente prima della reclusione; 46% è stato arrestato non avendo mai ricevuto alcun beneficio e, nonostante la propria condizione, circa un terzo dormono all'addiaccio e oltre due terzi sospendono gli studi o la formazione

## Danni su cose e persone

### Danno su persone
L'approccio zemiologico al danno sociale, tenta di allargare l'attenzione pubblica e sociologica sulla vita quotidiana nella società attuale in quanto alcuni di questi danni sono più dannosi rispetto a quelli causati dalla criminalità. Tuttavia, c'è una serie di eventi che causa grandi quantità di danni personali e perfino la morte, che sono raramente criminalizzati. Nel 2002, 81.562 casi di intossicazione alimentare sono stati segnalati e la maggior parte di questi casi si ritiene siano stati contratti da cibi preparati fuori casa. Il Labour Force Survey ha rilevato che 228 persone sono state uccise a causa di un incidente legato al lavoro e la condizione di 2,2 milioni di persone è stata aggravata dal loro lavoro passato o attuale. Un fenomeno crescente che ha un impatto non indifferente sulla salute dei lavoratori. Un recente rapporto pubblicato dal British Health and Safety Executive ha rilevato che il 16% degli operai stavano lavorando più di 60 ore settimanali. Analogamente, il Dipartimento del Commercio e dell'Industria ha rilevato che il 19% degli uomini ha problemi di stress, e questa cifra sale al 23% negli uomini over 40. Inoltre, il Trade Union Congress ha trovato che il 10% dei casi di lesioni personali era legato allo stress. Secondo il Ministero della Salute ci sono stati 3500 decessi a causa degli effetti dell'anidride solforosa e 8100 decessi sono stati causati a causa del percolato nell'aria nel luglio 2002

### Danno su cose
Allo stesso modo, il furto finanziario e i furti di beni di lusso sono inferiori quando si considera più ampiamente il danno economico. Per esempio, migliaia di cittadini hanno dovuto effettuare un mutuo per comprare una casa senza mezzi per ripagarli. Oltre 3 milioni di proprietari di casa di fronte alla probabilità che il loro reddito aumenti, ad un certo punto, saranno consapevoli che varrà troppo poco per pagare il mutuo. Il 60% dei mutui in dotazione non è sulla buona strada per coprire il debito e 39.000 banche, che hanno finanziato il mutuo, devono ricevere ancora 126.000.000 sterline.
Oggi in Gran Bretagna 9,5 milioni di persone non possono permettersi condizioni abitative adeguate, 8 milioni non possono permettersi un bene di lusso, 7,5 milioni di persone non hanno abbastanza soldi per frequentare le attività sociali e 4 milioni non ricevono una corretta alimentazione.

## Danni economici
Il salario minimo è stato introdotto nel 1998 per combattere il problema dei lavoratori poveri e della disuguaglianza. La legge ha istituito per la prima volta nel Regno Unito un tasso minimo di retribuzione oraria. Alla fine, per garantire che i lavoratori avessero ricevuto il salario di una struttura di applicazione, sono stati creati due metodi. Questi erano lavoratori guidati dalle rivendicazioni dell'Industrial Tribunal e dall'équipe di applicazione per il salario minimo (Salario sociale). Pochi lavoratori hanno utilizzato i tribunali del lavoro per recuperare i soldi, nonostante molte vittime siano vulnerabili, per es., le minoranze etniche, i giovani, lavoratori non istruiti e non confederati. Un canale più frequente di azione è l'applicazione dei salari che sono gestiti dall'Agenzia delle Entrate. Queste équipe hanno una serie di poteri, tra cui quello di poter entrare nei luoghi di lavoro e il sequestro di documentazione del datore di lavoro. Al fine di far rispettare queste norme attraverso una 'piramide di sanzioni', tra i quali: ordine di esecuzione, applicazione, pena e azione penale ai sensi del diritto penale. L'ordine di esecuzione richiede al datore di rimborsare al lavoratore qualsiasi mancato pagamento. Se il datore di lavoro si rifiuta di ottemperare a tale obbligo, la legge ordina all'azienda non solo di rimborsare il lavoratore, ma anche a pagare una cospicua ammenda. Tuttavia, se il datore di lavoro rifiuta ancora il pagamento, è passibile di sanzione penale. Questa azione può tuttavia essere visto come inefficace a meno che almeno due società non siano perseguite per tali reati.
Casi di inadempimento e sistema di regolazione
| Anno                       | 01/02 | 02/03 | 03/04 | 04/05 | 05/06 | 06/07 | 07/08 |
| -------------------------- | ----- | ----- | ----- | ----- | ----- | ----- | ----- |
| Casi di inadempimento      | 1813  | 1996  | 1969  | 1798  | 1582  | 1523  | 1650  |
| Ingiunzioni amministrative | 86    | 26    | 45    | 32    | 81    | 71    | 59    |
| Ingiunzioni penali         | 65    | 6     | 3     | 0     | 1     | 2     | 25    |
| Condanne                   | 0     | 0     | 0     | 0     | 0     | 2     |       |

% inadempimenti che risultano tra le sanzioni
| Anno                       | 01/02 | 02/03 | 03/04 | 04/05 | 05/06 | 06/07 | 07/08 |
| -------------------------- | ----- | ----- | ----- | ----- | ----- | ----- | ----- |
| Ingiunzioni amministrative | 4.74  | 1.3   | 2.29  | 1.78  | 5.12  | 4.66  | 3.58  |
| Ingiunzioni penali         | 3.59  | 0.3   | 0.15  | 0     | 0.6   | 0.13  | 1.51  |
| Condanne                   |       |       |       |       |       | 0.13  |       |

Fonte:Low Pay Commission
È stato stimato dalla Low Pay Commission che 146,000-219,000 i lavoratori non ricevono lo stipendio sono legalmente autorizzato troppo. È stato suggerito che le ragioni riguardano le limitate risorse disponibili per le Inland Revenue Enforcement Teams. Il team si compone di 16 coppie composte ognuna da 3 a 8 ufficiali, con sede in quattordici paesi e città in tutto il Regno Unito. Nel 1999 vi erano 115 ispettori il che significa che ogni luogo di lavoro avrebbe dovuto essere controllato una volta ogni 30 anni.

## Danni igienici
La disuguaglianza è cresciuta in paesi come il Regno Unito a partire dall'inizio degli anni ottanta. Si sostiene che questa crescita della disuguaglianza ha avuto una serie di effetti deleteri e nocivi sull'opportunità sociali dei bambini, sulla salute mentale, sulla salute fisica, sulla criminalità e sul benessere sociale. Numerosi studi hanno dimostrato che quelli di classe socio-economica inferiore hanno una minore aspettativa di vita. Per esempio una recente ricerca che ha indagato le differenze nella salute in 678 circoscrizioni elettorali della regione del nord d'Inghilterra ha scoperto che i tassi di mortalità erano quattro volte più alti nei paesi più poveri il 10% dei reparti come erano nel 10% più ricco. Nel 1980 le famiglie sono sempre più cadute in povertà e nei primi anni novanta un bambino su tre vive al di sotto della soglia di povertà.
L'insicurezza è un danno che è percepito come una caratteristica intrinseca e in gran parte prevenibile della società anglosassone. Eppure, un certo numero di studiosi attribuiscono gli attuali livelli di insicurezza nel Regno Unito ad una serie di decisioni politiche nel corso degli ultimi 30 anni. Le ragioni dei crescenti livelli di insicurezza sono numerosi. I ceti più poveri hanno visto il loro reddito colpito dalla perdita di valore delle prestazioni in termini reali, la deregolamentazione dei mercati del lavoro, ecc, mentre i ceti più ricchi hanno visto crescere la loro ricchezza principalmente a causa delle modifiche apportate al sistema tributario dal 1979. In particolare, l'aliquota massima dell'imposta sul reddito è stata tagliata dal governo Thatcher dopo il 1979 dall'83% al 60%. Inoltre, i paradisi fiscali sono aumentati, il che ha permesso a pochi individui e alle loro aziende di evitare di pagare le tasse. Infatti, i consulenti fiscali del Grant Thornton hanno stimato che il Regno Unito dei 54 ultramilionari, hanno pagato solo £ 14700000 nel 2006. Almeno 32 non hanno pagato alcuna imposta sul reddito. Al contrario, secondo il Institute for Fiscal Studies, 3400000000 £ all'anno basterebbero per far uscire le famiglie dalla povertà e, quindi, dimezzare la povertà infantile entro il 2010.

## Danni ecologici
Si stima che 24000 persone sono prematuramente scomparse a causa degli effetti dell'inquinamento atmosferico. Inoltre, si stimano conseguenze sanitarie anche sui costi nel Regno Unito di £ 29000 all'anno di vita persi in salute, £ 15000 per anno di vita persi in povertà e £ 1900 - £ 2000 per il ricovero in ospedale. Dato il danno causato dall'inquinamento atmosferico, il governo inglese ha mostrato risultati deludenti in risposta a tale problema. L'Unione europea sta esaminando la possibilità di sanzionare il governo britannico per le leggi in violazione dell'inquinamento dell'aria. In realtà l'inquinamento atmosferico è stato registrato come doppio rispetto alla media dell'Organizzazione Mondiale della Sanità, e ha di conseguenza violato la normativa comunitaria sulla qualità dell'aria.. Inoltre, l'Agenzia per l'ambiente, principale regolatore ambientale del Regno Unito, è la causa principale dei risultati deludenti e delle violazioni delle norme ambientali. Per esempio, ci sono stati 29.627 incidenti motivati di inquinamento nel 2003, di cui 1337 sono stati considerati gravi dall'agenzia. Tuttavia, nello stesso anno l'agenzia perseguitò 266 aziende, ma solo 61 con multe oltre i £ 10.000. L'ammenda media per le aziende è stata di £ 8.412, in calo da £ 8.622 nel 2002. Ci sono poi 20.000 incidenti ogni anno nel Regno Unito e circa 250 procedimenti penali, il che significa che c'è una possibilità su ottanta di essere perseguiti per questi incidenti.

## Danni ergonomici
Un gran numero di persone ogni anno perdono la vita a causa di infortuni e malattie che derivano dal loro lavoro. Nel 2007/08, 229 operai sono stati uccisi sul posto di lavoro, mentre altri 136.771 infortuni ai dipendenti sono stati riportati sotto segnalazione di lesioni, malattie ed esposizione a sostanze pericolose e 299.000 feriti avvenuti, secondo l'Indagine sulle forze di lavoro. Inoltre, 2,1 milioni di persone sono affette da una malattia che credevano fosse causata o aggravato dal loro lavoro attuale o remoto. Si ritiene che 2056 persone sono morte di malattie correlate contratte attraverso la loro attività di lavoro con l'amianto. Nonostante questi danni su larga scala, la normativa principale in Gran Bretagna, la Health and Safety Executive, ha effettuato tagli continui, in particolare nel 2006 £ 5,6 milioni di riduzione del HSE bilancio. Ciò ha avuto importanti implicazioni per la capacità dei datori di lavoro di regolare con una diminuzione della regolamentazione il numero di contratti. Una recente relazione sostiene che «Circa l'85% degli incidenti rilevanti dichiarati dalla HSE non sono mai stati denunciati ... ce n'è così tanto che i circa 500 ispettori in campo della HSE Division Operations (DOM) non possono lavorare. Questo significa che molti incidenti gravi sono impuniti solo perché non c'è nessuno a raccogliere le prove. Il numero dei procedimenti giudiziari è oggi la metà di quello che era nei primi anni dell'emergenza - questo significa semplicemente che i datori di lavoro la fanno sempre franca e che non sono più affidabili.

## Prospettive sulla Zemiologia
Mentre il Regno Unito e le altre democrazie liberali spendono grandi risorse sui loro rispettivi sistemi di giustizia penale, altre risposte normative e politiche rimangono inefficaci considerando l'estensione e la gravità dei danni che cercano di prevenire.